# Global Reality Channel
Global Reality Channel était une chaîne de télévision canadienne spécialisée de catégorie B de langue anglaise appartenant à Shaw Media lancée le 1er juillet 2010, basée principalement sur les émissions de téléréalité. Elle a mis fin à ses activités le 1er novembre 2012.

## Histoire
Après avoir obtenu sa licence auprès du CRTC en 2009, Canwest a lancé la chaîne le 1er juillet 2010, « qui diffuse uniquement des émissions de téléréalité, dont certaines de type éliminatoire, et des émissions de rénovation pour bricoleurs ».
Sous les dettes, Shaw Communications fait l'acquisition de CW Media le 27 octobre 2010 et la chaîne fait maintenant partie de Shaw Media. La chaîne est distribuée uniquement chez Rogers Cable et MTS.
Rogers a annoncé au début juin 2012 que la chaîne serait remplacée par Nat Geo Wild le 1er août 2012, mais cette chaîne a été ajoutée au cours du mois de juin à un autre numéro de canal. MTS a retiré la chaîne le 1er août 2012 en déclarant qu'elle allait mettre fin à ses activités à cette date. Le seul diffuseur restant, Rogers Cable, a retiré la chaîne le 1er novembre 2012.